# Лукомльський замок
Лукомльський замок — колишній замок, який існував у XIV — XVI століттях. Розташований біля правого берега річки Лукомка, тепер с. Лукомль, Чашницький район, Вітебська область. Згідно із «Списком руських міст далеких і близьких», у XIV ст. Лукомль вважався містом з потужним і добре укріпленим замком.
У 1386 році об'єднані сили прусських та лівонських лицарів обложили замок. Гарнізон хоробро і довго захищався, багато хрестоносців було вбито під стінами Лукомля, але під час тривалої облоги та штурму замок був взятий.
Під час Лівонської війни 1588—1583 рр. у 1563 р. місто та замок були захоплені та зруйновані армією Івана IV Грозного. Замок більше не реставрували. Залишки великих волів оглянув у 1573 р. історик М. Стрийковський, який зазначив, що це місце колись було великим замком. З XVII ст. документи згадують лише село Лукомль.